# شهرستان سامیت (کلرادو)
شهرستان سامیت، کلرادو (به انگلیسی: Summit County, Colorado) یک سکونتگاه مسکونی در ایالات متحده آمریکا است که در کلرادو واقع شده‌است.

## خصوصیات
شهرستان سامیت ۱٬۶۰۳٫۲۱ کیلومترمربع مساحت دارد.